# Peter Atkins

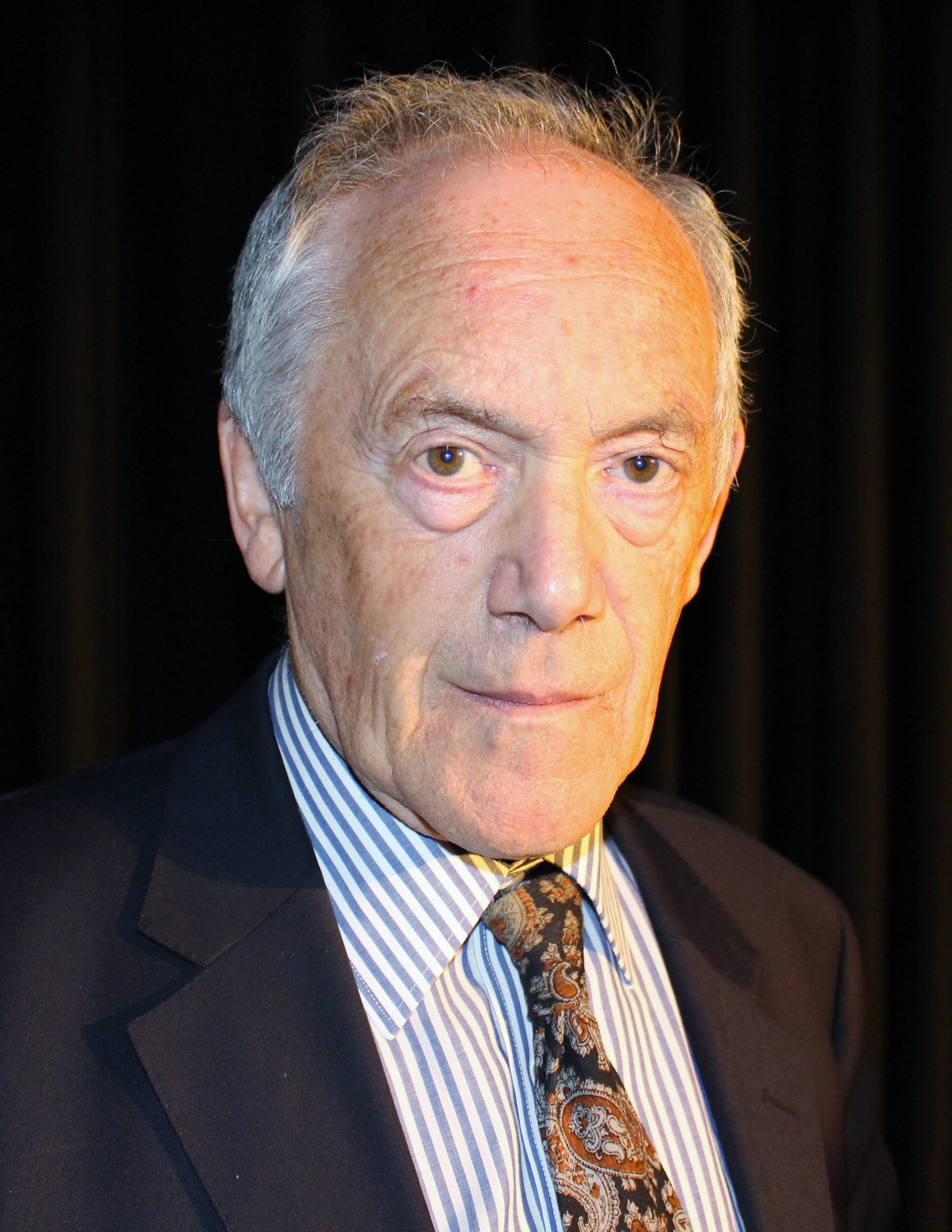
Atkins op het Edinburgh Science Festival in 2014

Peter William Atkins (Amersham, 10 augustus 1940) is een Brits hoogleraar in de scheikunde aan Lincoln College, onderdeel van de Universiteit van Oxford. Hij is schrijver van populaire scheikundige leerboeken, waaronder Physical Chemistry, Inorganic Chemistry en Molecular Quantum Mechanics. Het boek Physical Chemistry, dat Atkins samen met Julio de Paula van Haverford College schreef, is inmiddels toe aan de tiende editie. Behalve van deze leerboeken is Atkins ook de auteur van diverse populairwetenschappelijke werken, waaronder Atkins' Molecules en Galileo's Finger: The Ten Great Ideas of Science. 

## Carrière
Atkins studeerde scheikunde aan de Universiteit van Leicester, waar hij de graad Bachelor behaalde, en in 1964 promoveerde hij op zijn onderzoek aan elektronspinresonantie en andere aspecten van de theoretische chemie. In 1969 won hij de Meldola Medal van de Royal Society of Chemistry. Hij doceerde toen fysische chemie aan de Universiteit van Californië - Los Angeles (UCLA) en later is hij overgestapt naar het Lincoln College. 
In 1964 trouwde Atkins Judith Kearton, met wie hij een dochter kreeg in 1970, en het stel scheidde in 1983. In 1991 trouwde hij de wetenschapper Susan Greenfield, van wie hij in 2005 scheidde. 
Atkins heeft kwantummechanica en kwantumchemie gedoceerd (tot en met promotieniveau) aan de Universiteit van Oxford. Hij stopte in 2007 met het geven van onderwijs aan bachelorstudenten. 
Atkins, atheïst, heeft ook geschreven en gesproken over humanistische zaken, atheïsme en wat hij ziet als de tegenstrijdigheid tussen wetenschap en religie. Hij is lid van de Oxford Secular Society en erelid van de National Secular Society.

## Noot
1. ↑  ook in Nederlandse vertaling verschenen onder de titel Molekulen : chemie in drie dimensies